# Сварожич
Сваро́жич — бог вогню і війни у давніх слов'ян. Можливо, Сварожич розглядався як син Сварога.

## Образ і функції
Згідно з описом ідола Сварожича, наданим середньовічним хроністом Тітмаром Мерзебурзьким, цього бога західні слов'яни уявляли в подобі воїна. Водночас інші згадки, включаючи фольклорні (здебільшого в східних слов'ян), вказують на зв'язок Сварожича з домашнім вогнем.

## Писемені згадки
Про вшанування слов'янами Сварожича як бога вогню повідомляє «Слово христолюбця» XIV—XV століть, де стверджується, що жителі Русі

…моляться вогню, називаючи його Сварожицем
Оригінальний текст (давньоруська)
…огневи ся молять, зовущи его Сварожицемь

За свідченням Тітмара Мерзебурзького, ідол Сварожича був встановлений у землі ратарів, у місті Редґоща (Рідігост), яке пізніші хроністи через помилку почали називати Ретрою. Сварожич був найшанованішим божеством ратарів:
…головний із них зветься Сварожич; всі язичники поважають і шанують його більше, ніж інших.

## Культ Сварожича
Приблизно 1018 р. Тітмар Мерзебурзький описав поклоніння Сварожичу в одному з центрів лютецької федерації племен — місті Редґоща. Місто мало трикутну форму з трьома брамами. Його оточував священний ліс, у якому заборонялося рубати дерева. Одна з брам вела до озера, коло якого стояв дерев'яний храм, обнесений огорожею. Зовнішні стіни прикрашали зображення різних богів і богинь, а всередині стояли ідоли в шоломах і панцирях. Головним був ідол Сварожича. В храмі зберігалися знаки богів, які виносили лише в час воєнних походів. Біля храму проводилися ворожіння, при цьому всі стояли, крім спеціальних слуг, які доглядали за храмом. Ворожили на кісточках, які кидали на землю, а потім накривали дерном і встромлюювали зверху навхрест два списи. Між списами проводили священного коня. Потім дивилися який результат випав на кісточках і ворожили ще раз. Якщо результат повторювався, це вважалося правдивою відповіддю про майбутню долю. Якщо ж ні, то від задуманого відмовлялися.
У Штирії (Словаччина) відомий демон на ім'я Сваржич (Švaržič). В хорватській Циглені в середині XX ст. записано різдвяну народну пісню, в якій Сварожича запрошують у двір і стайні.
Про поширеність культу Сварожича свідчать топоніми, як-от: місто Сважендз, село Сварожин у Польщі; Сварен, Сваров, Сварисов у Чехії, Сваржин (тепер Шверін) у Німеччині. Від евфемізмів імені Сварожича походять назви Тварожна гора в Польщі, село Тварожна в Чехії, замок Тварог у Словенії. На новгородщині в XV ст. зафіксовані назваи Сварузово та Свариж. Словенське село Вераче в 1480 мало назву Сварожичів пагорб (Svarozhichev hrib).

## Трактування образу
Александр Ґейштор трактував Сварожича-Дажбога як земний вогонь, Сварога як небесний вогонь (сонце), Перуна — як атмосферний вогонь (блискавку).
Як стверджували В'ячеслав Іванов і Володимир Топоров, Сварожич — це інша назва Дажбога, що вказує на його походження від Сварога. Чеський археолог Вана Зденек також писав, що Сварожич і Дажбог є тим самим персонажем.
На думку чеського славіста Міхала Тери, Сварожич і Дажбог були братами, аналогічно до Аґні та Сур'ї в індійській міфології.